# 連桿比
連桿比（れんかんひ）とは、レシプロエンジン等におけるコネクティングロッド長とクランク半径の比である。λで表示する。一般的な4ストロークガソリンエンジンでは3.5付近に設定される。大きな値にするとサイドスラストは減るがコンロッドは長くなり、エンジン高が高くなるためにむやみに大きくすることは出来ない。レース用エンジンのように高回転を常用するエンジンでは4よりも大きく設定され、フォーミュラ1エンジンでは5以上に設定される。また、λを変えることによりクランク角度に対するピストンの変位が変わり熱効率に影響を及ぼすという研究事例もある。日産自動車のVQエンジンでは高回転化にともないλを大きくするためにHRシリーズでデッキ高さを延長している。蒸気機関車・蒸気船におけるレシプロ蒸気機関では、8.0～10.0程度が一般的である。

## 注
1. ↑  なお、より大きく、構成上シリンダ部とクランクケースを離した方式の機関では、ピストン側の揺動しないロッドであるピストンロッドという別の機械要素を入れる。その場合、クランク側がコネクティングロッドであり、ピストンロッドに付く部品の名からクロスヘッド方式と呼ばれている。